# Conraua
Conraua — рід земноводних родини Petropedetidae ряду Безхвості. Має 8 видів. Інша назва «африканська велетенська жаба».

## Опис
Загальна довжина представників цього роду коливається від 25 до 36,8 см. Спостерігається статевий диморфізм: самиці більші за самців. Голова товста, велика, очі з округлими зіницями. Тулуб дещо витягнутий, кремезний. Кінцівки масивні, перші — з 4 пальцями без перетинок або погано розвинені. Плавальні перетинки добре розвинені на задніх кінцівках. останні довші за передні. Забарвлення переважно коричневий, бурих, чорних кольорів зі світлими відтінками. Черево набагато світліше за спину: жовтувате, бежеве з помаранчевими відтінками. У більшості видів майже однотонне.

## Спосіб життя
Полюбляють тропічні ліси, савани, місцини біля річок, озер, струмків. Ведуть переважно водний спосіб життя. Активні вночі. Живляться безхребетними, мишоподібними, жабами та пуголовками, дрібними плазунами, мертвою рибою.
Це яйцекладні амфібії.

## Розповсюдження
Мешкає у тропічній частині західної Африці, зустрічається також в Ефіопії, Еритреї.

## Види
- Conraua alleni
- Conraua beccarii
- Conraua crassipes
- Conraua derooi
- Conraua goliath
- Conraua kamancamarai
- Conraua robusta
- Conraua sagyimase